# Fulštejnové
Fulštejnové (německy Füllstein) byl šlechtický rod pocházející původně z Vestfálska, jehož příslušníci se po roce 1248 usídlili na Moravě a ve Slezsku.

## Historie

Erb Pánů z Fulštějna na Moravě

Zakladatelem rodu se stal vestfálský rytíř Herbort z Fulmu, který na počátku roku 1248 v doprovodu nově jmenovaného olomouckého biskupa Bruna ze Schauenburka přišel na Moravu. Zde s biskupovou pomocí vybudoval hrad Fulštejn, podle kterého se začal psát, a který také dal jméno celému rodu.

### Druhé pokolení rodu
- Jan (Johannes von Kranowitz) – Herbortův druhý syn (po smrti otce se vrátil do Vestfálska)
- Herbord II. de Traberch (de Traberger) – v pramenech zmíněn s otcem ve Štýrském Hradci roku 1264, zemřel v bitvě na Moravském poli roku 1278, měl syna Herborta III. (Traberger de Fullinstein)
- Ekrik (Ekkerich, Eckerich) – 1264, v roce 1266 převzal polovinu hradu Fulštejna po otci, v roce 1268 se stal fojtem v Nise, v roce 1275 prodal biskup Bruno ze Schauenburku se souhlasem olomoucké kapituly Ekerikovi z Fulštejna a jeho bratru Janovi polovinu hradu Fulštejna za 250 hřiven opavské váhy, měl syny Jana Eckericha, který byl kanovníkem ve Vratislavi v letech 1296–1316, Herborta IV. z Fulmu (panoš v letech 1293–96, jeho synové Aleš (Alsianus), Jan, Jindřich a Herbord), poté získali Henryków ve Slezsku, v roce 1310 seděli na hradě Fulštejně, v roce 1313 pán na Křanovicích
- Dětřich (Dietrich) z Fulmu – od roku 1264 purkrabí ve Štýrsku
- Theodorich od roku 1255, kanovník, probošt v Olomouci v letech 1270–1317, v Brně roku 1281
- Henning (Johannes), v letech 1251–66 panoš, v letech 1268–88 rytíř v Mindenu, měl syny Waltra (držel léno v Ketři s alodní a manskou částí Velkých Petrovic), Eckericha (od roku 1284 Hausbergen u Mindenu) a Herborta Waltra (v roce 1286 Minden)
- Konrád – po roce 1281 podkomoří na Opavsku
- Jindřich – od roku 1264 zastával úřad notáře v Opavě, od roku 1316 v Olomouci[1]

## Erb
V červeném štítu uprostřed zlaté jablko probodené třemi meči se zlatými jílci. V klenotu paví kýta nebo tři (stříbrné mezi červenými) paví péra.